# 지방검찰청
지방검찰청(地方檢察廳)은 지방법원 및 가정법원에 대응해 설치되는 검찰청으로, 그 장은 검사장이다.

## 지방검찰청 목록
| - 서울중앙지방검찰청 - 서울동부지방검찰청 - 서울남부지방검찰청 - 서울북부지방검찰청 - 서울서부지방검찰청 - 의정부지방검찰청 - 고양지청 - 인천지방검찰청 - 부천지청 - 춘천지방검찰청 - 강릉지청 - 원주지청 - 속초지청 - 영월지청 | - 수원지방검찰청 - 성남지청 - 여주지청 - 평택지청 - 안산지청 - 안양지청 | - - 홍성지청 - 공주지청 - 논산지청 - 서산지청 - 천안지청 - 청주지방검찰청 - 충주지청 - 제천지청 - 영동지청 | - 대구지방검찰청 - 안동지청 - 경주지청 - 김천지청 - 상주지청 - 의성지청 - 영덕지청 - 포항지청 - 서부지청 | - 부산지방검찰청 - 동부지청 - 서부지청 - 창원지방검찰청 - 진주지청 - 통영지청 - 밀양지청 - 거창지청 - 마산지청 - 울산지방검찰청 | - 광주지방검찰청 - 목포지청 - 장흥지청 - 순천지청 - 해남지청 - 전주지방검찰청 - 군산지청 - 정읍지청 - 남원지청 - 제주지방검찰청 |

## 같이 보기
- 고등검찰청